# Musa itinerans
Голубо́й бирма́нский бана́н (лат. Musa itinerans) — вид рода Банан (Musa).

## Ботаническое описание
Достигает 2,5—4 метра в высоту. Ствол изящный, фиолетово-зелёный, с белым напылением. Листва ярко-зелёная. Плоды декоративные, синие или фиолетовые.

## Распространение
Произрастает в Китае, Индии, Вьетнаме, Таиланде и Лаосе.

## Хозяйственное значение и применение
Выращивается в тропических и субтропических областях как декоративно-лиственная культура, поскольку плоды не имеют пищевой ценности[прояснить]. Незрелые плоды иногда используют в кулинарии.
Предпочитает рыхлые, плодородные почвы. Хорошо растет на солнечном месте или в лёгкой полутени. Полив регулярный в период активного роста. Выдерживает понижение температуры до 0 °С. Можно выращивать как горшечную культуру. Размножается корневищем (вегетативное размножение) и семенами. Семена перед посевом замачивают на сутки в горячей (50—60 °С) воде. Высевают в рыхлую питательную почву и проращивают от 1 до 6 месяцев при температуре не ниже 28—30 °С.

## Экология
Голубой бирманский банан является важным компонентом пищи азиатских слонов (Elephas maximus).

## Разновидности
- Musa itinerans var. annamica (R.V.Valmayor, L.D.Danh & Häkkinen) Häkkinen[3]
- Musa itinerans var. formosana (Warb.) Häkkinen & C.L.Yeh[4]